# アカワラルー
アカワラルー（英語: Antilopine Kangaroo）は、オーストラリア北部（クイーンズランド州ヨーク岬半島、ノーザンテリトリーのトップエンド、西オーストラリア州のキンバリー地域）に分布するカンガルーの一種である。
地元で一般的な、群れをなす草食動物である。赤みがかった雄、灰色がかった雌といったように性的二系である。
カンガルー科最大の種の1つであるが、アカカンガルーとオオカンガルーよりわずかに小さい。

## 外部リンク

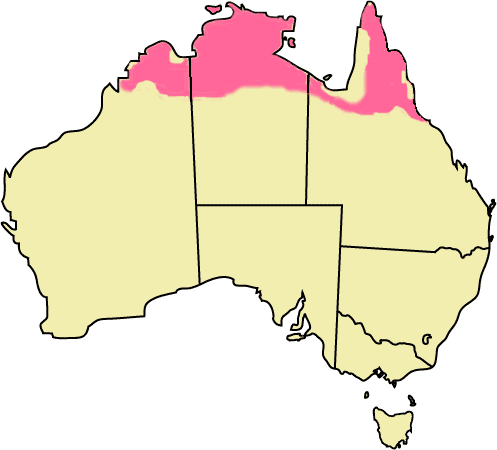
アカワラルーの分布図